# Aon (empresa)
Aon plc é uma empresa multinacional britânica com sede em Londres, que fornece gerenciamento de riscos, corretagem de seguros e resseguros, soluções de recursos humanos e terceirização de serviços. A Aon possui cerca de 500 escritórios em todo o mundo, servindo 120 países com 72.000 funcionários.
Em 2011, a Aon foi classificada como a maior corretora de seguros do mundo com base na receita. Foi a principal parceira e patrocinadora global de camisa do Manchester United entre 2010 a 2014.

## Ligação externa
- «Sítio oficial»